# Идо, Джеки
Джеки Идо (фр. Jacky Ido; род. 14 мая 1977, Уагадугу, Буркина-Фасо) — французский актёр, дебютировавший в 2004 году. Идо стал известен после исполнения роли Марселя в картине «Бесславные ублюдки», а признание во Франции пришло к нему после участия в фильме «Женщина и мужчины».

## Биография
Джеки Идо родился в Уагадугу, Буркина-Фасо. У него есть брат Седрик, актёр, режиссёр и сценарист. Через два года после рождения Джеки семья переселилась во Францию. Здесь он окончил Университет Париж VIII, одновременно занимаясь актёрским мастерством.
В 2004 году Идо впервые появился на экране, снявшись в эпизоде телесериала Laverie de famille. После этого актёр получил главную роль в картине «Белая масаи», рассказывающей об отношениях швейцарской женщины и воина из племени масаи.
В 2008 году Идо снялся в короткометражке «Бункер». За эту роль актёр удостоился премии за лучшую актёрскую работу на Международном фестивале короткометражного кино в Клермон-Ферране. В следующем году на экране вышел англоязычный фильм с участием Идо «Бесславные ублюдки». Здесь актёр перевоплотился в киномеханика 1940-х годов Марселя.
В 2010 году актёр получил признание во Франции благодаря работе в картине «Женщина и мужчины», где он сыграл американского солдата периода Второй мировой войны. В 2012 году вышел научно-фантастический фильм «Напролом» с Идо во второстепенной роли. В том же году актёр исполнил роль раба Джима в экранизации романа «Приключения Гекльберри Финна».

## Фильмография
| Год       |     | Русское название                        | Оригинальное название       | Роль             |
| --------- | --- | --------------------------------------- | --------------------------- | ---------------- |
| 2004      | с   | Laverie de famille                      | Laverie de famille          | игрок в футбол   |
| 2005      | ф   | Белая масаи                             | Die weiße Massai            | Лемалиан         |
| 2005      | с   | Стечение обстоятельств                  | Engrenages                  | человек          |
| 2006      | ф   | Дети края                               | Les Enfants du pays         | Ламин            |
| 2007      | кор | Съём                                    | Décroche                    | Жеки             |
| 2007      | с   | Горькие тропики                         | Tropiques amers             | Койаба           |
| 2008      | кор | Бункер                                  | Bunker                      | Бункер           |
| 2008      | с   | Дюваль и Моретти                        | Duval et Moretti            | Клод Лаплас      |
| 2008      | ф   | Помоги себе сам, тогда Бог тебе поможет | Aide-toi, le ciel t’aidera  | Фер              |
| 2009      | ф   | Бесславные ублюдки                      | Inglourious Basterds        | Марсель          |
| 2010      | ф   | Женщина и мужчины                       | Ces amours-là               | Боб              |
| 2011      | тф  | Электронная любовь                      | E-Love                      | Чарльз           |
| 2011      | тф  | Я люблю Перигор                         | I love Périgord             | доктор Н’Коно    |
| 2012      | ф   | Радиозвёзды                             | Radiostars                  | Леонард де Витри |
| 2012      | ф   | Напролом                                | Lockout                     | Хок              |
| 2012      | ф   | Приключения Гекльберри Финна            | Die Abenteuer des Huck Finn | Джим             |
| 2013      | ф   | Запад                                   | Westen                      | Джон Бёрд        |
| 2014      | ф   |                                         | Salaud, on t'aime           | Джеки            |
| 2014—2014 | с   | Такси: Южный Бруклин                    | Taxi Brooklyn               | Лео Ромба        |
| 2014      | ф   |                                         | In The Morning              | Малик            |
| 2015      | с   | Улов                                    | The Catch                   | Жюль Дао         |

## Награды и номинаиции
| Награды и номинации                                              | Награды и номинации | Награды и номинации                                                  | Награды и номинации | Награды и номинации |
| Награда                                                          | Год                 | Категория                                                            | Итог                |                     |
| ---------------------------------------------------------------- | ------------------- | -------------------------------------------------------------------- | ------------------- | ------------------- |
| Международный фестиваль короткометражного кино в Клермон-Ферране | 2009                | Лучшая актёрская игра за фильм «Бункер»                              | Победа              |                     |
| Общество кинокритиков Феникс                                     | 2009                | Лучшая актёрский ансамбль за фильм «Бесславные ублюдки»              | Победа              |                     |
| Выбор критиков                                                   | 2010                | Лучшая актёрский ансамбль за фильм «Бесславные ублюдки»              | Победа              |                     |
| Central Ohio Film Critics Association                            | 2010                | Лучшая ансамбль за фильм «Бесславные ублюдки»                        | Победа              |                     |
| Премия Гильдии киноактёров США                                   | 2010                | Лучший актёрский состав в игровом кино за фильм «Бесславные ублюдки» | Победа              |                     |
| Премия Общества кинокритиков Сан-Диего                           | 2010                | Лучшая ансамбль за фильм «Бесславные ублюдки»                        | Победа              |                     |